# Association tunisienne de soutien des minorités
L'Association tunisienne de soutien des minorités (arabe : الجمعية التونسية لمساندة الأقليات) ou ATSM est une association non gouvernementale tunisienne qui lutte pour les droits des minorités, en visant notamment l'antisémitisme et l'homophobie.

## Histoire
Elle est fondée à l'initiative de quatre personnes — une étudiante en médecine, une enseignante en sciences naturelles, un avocat et un professeur d'éducation physique — le 29 septembre 2011, peu après la révolution, et compte une cinquantaine de membres quatre mois plus tard. Elle s'engage à défendre les droits des minorités religieuses, culturelles, ethniques, sexuelles, physiques et sociales, en militant pour l'adoption d'un texte constitutionnel les garantissant, mais aussi à développer et enraciner les valeurs de la diversité dans la société tunisienne.
En décembre 2012, l'ATSM porte plainte pour incitation à la haine contre un imam pour un prêche appelant à un génocide divin des juifs et diffusé le 30 novembre, sur Hannibal TV.
Peu après, son local est vandalisé et cambriolé, l'association accusant le 9 janvier 2013 la Ligue de protection de la révolution d'être derrière cette attaque dont l'origine serait l'organisation, le 29 décembre, d'une commémoration de la déportation des juifs tunisiens durant la Seconde Guerre mondiale,.
En avril 2013, après l'arrestation du chef du Parti libéral tunisien pour pratique de la sodomie, l'ATSM appelle à la dépénalisation de cette pratique sexuelle et à revoir le texte juridique qui lui est relatif. En juin de la même année, l'ATSM porte plainte contre enseigne Carrefour qui avait publié une photo de joueurs de l'équipe de Tunisie de football distribuant des bananes à de jeunes sierra léonais. En juillet, sa présidente, Yamina Thabet, annonce avoir reçu une menace de mort à la suite de la publication de faits sur la cohabitation entre musulmans et juifs en Tunisie. En décembre, l'association parraine avec la Fondation pour la compréhension ethnique basée à New York une conférence sur l'Holocauste en Tunisie, une première dans un pays arabe, rassemblant historiens, chercheurs et écrivains.
En janvier 2014, à l'occasion du 168e anniversaire de l'abolition de l'esclavage en Tunisie, l'ATSM lance une vidéo de sensibilisation contre le racisme à l'égard des Tunisiens noirs, sous le slogan « L'esclavage a été aboli mais le racisme est toujours là ».
Dans le même temps, l'ATSM dénonce l'exclusion des minorités dans la nouvelle Constitution, notamment l'article 74 qui stipule que seul un musulman peut se porter candidat à la présidence de la République et l'article 39 sur l'enracinement de l'identité arabo-musulmane dans l'éducation, proposant de le remplacer par l'enracinement de l'identité tunisienne.
À la suite de l'élimination de l'équipe de Tunisie de football lors de la coupe d'Afrique des nations 2015, l'ATSM recense des cas d'agressions verbales et de propos racistes sur les réseaux sociaux prenant pour cible des noirs.
L'ATSM appelle en 2016 à l'abrogation de la circulaire du 5 novembre 1973 qui interdit le mariage des Tunisiennes musulmanes avec des non-musulmans.